# Gullaskruv
Gullaskruv is een plaats in de gemeente Nybro in het landschap Småland en de provincie Kalmar län in Zweden. De plaats heeft 116 inwoners (2005) en een oppervlakte van 44 hectare. Gullaskruv wordt op wat landbouwgrond/open landschap na vrijwel geheel omringd door bos en wat moerasachtig gebied, ook loopt de rivier de Vapenbäcksån vlak langs de plaats. In de plaats ligt een glasfabriek (Gullaskrufs glasbruk) deze was in werking tussen 1927 en 1983.

## Verkeer en vervoer
Bij de plaats loopt de Riksväg 31.